# Run Rudolph Run
Run Rudolph Run è una canzone natalizia scritta da Johnny Marks e da Marvin Brodie ed incisa originariamente nel 1958 da Chuck Berry nel 45 giri Merry Christmas Baby/Run Rudolph Run pubblicato dalla casa discografica Chess Records.
Numerosi artisti hanno in seguito inciso una cover del brano. In alcune interpretazioni reca il titolo di Run Run Rudolph.

## Composizione e contenuto
Il testo si rifà alla storia di Rudolph la renna dal naso rosso, l'ottava renna di Babbo Natale, che aveva ispirato a Johnny Marks il brano Rudolph the Red-Nosed Reindeer.

## La versione originale di Chuck Berry
Chuck Berry pubblicò la canzone nel 1958 come lato B del singolo a 45 giri Merry Christmas Baby/Run Rudolph Run.

### Classifiche
| Classifica (2020-22) | Posizione massima |
| -------------------- | ----------------- |
| Australia            | 29                |
| Nuova Zelanda        | 32                |
| Regno Unito          | 62                |
| Stati Uniti          | 10                |
| Svizzera             | 60                |

## Altre versioni
Tra gli artisti che hanno inciso una cover del brano, figurano  (in ordine alfabetico):
- Bryan Adams (1987)
- The Boppers (2006)
- Terry Buchwald (2003)
- Jimmy Buffett
- Freddy Cannon (2002)
- Kelly Clarkson (2013; con il titolo Run Run Rudolph[5])
- Sheryl Crow (2001)
- Dave Edmunds (1982)
- Foghat (con il titolo Run, Run Rudolph[5])
- Glowbug
- Cee Lo Green
- Tom Green
- Tony Hadley (con il titolo Run Run Rudolph; in The Christmas Album del 2015)
- Hanson
- Billy Idol
- Jim Jensen (2010)
- Lemmy Kilmister (2007)
- Jane Krakowski (2000)
- Los Lonely Boys (2008)
- Man (in Christmas at the Patti)
- Ali McGregor (2010)
- The Outlaws (1964)
- Joe Perry
- Cassie Ramone (2015)
- Red Hot Rockin' Santas (1987)
- Keith Richards (1978)
- Nina Sainato (2011)
- She & Him (con il titolo Run Run Rudolph[5])
- Lynyrd Skynyrd (con il titolo Run Run Rudolph[5])
- The Swon Brothers
- Aaron Tippin (2001)
- The Tractors
- Brooke Wilkes (2006)
- Whitney Wolanin (2013)
- Dwight Yoakam (con il titolo Run Run Rudolph[5])
- The Yobs (1977)

## Il brano nella cultura di massa
- Il brano è stato inserito nel film del 1992 con Macaulay Culkin Mamma, ho riperso l'aereo: mi sono smarrito a New York (Home Alone 2: Lost in New York)[4]
- Il brano è stato inserito nel film Che fine ha fatto Santa Clause? (The Santa Clause 2)[4]
- Il brano è stato inserito nel film Cast Away[4]